# Fante (Volk)

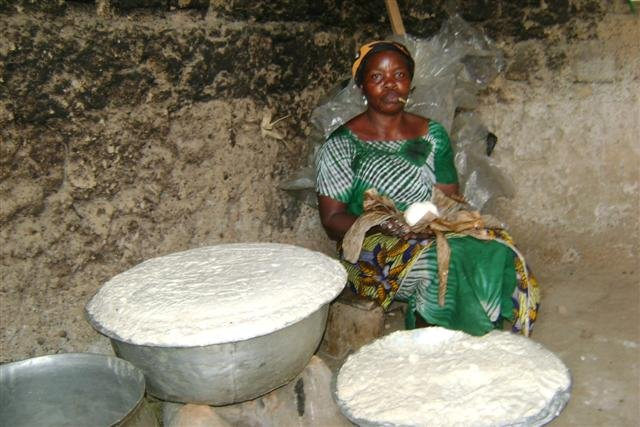
Fante-Frau, die Kenkey verkauft (Abura/Asebu/Kwamankese District)

Die Fante gehören zur Volksgruppe der Akan. Die etwa 1,7 bis 1,9 Millionen Angehörigen leben hauptsächlich in der Central Region im Süden Ghanas. Im Rahmen der innerghanaischen Migration stellen die Fante heute aber auch etwa 10 % der 1,5 Millionen Bewohner der Hauptstadtregion Greater Accra. Daneben sind einige Menschen dieses Volkes in der Elfenbeinküste, Gambia, Angola und Liberia zu finden.

## Geschichte
Laut mündlicher Quellen separierte sich das Volk Fante von den restlichen Akan-Gruppen um dem Jahr 1250 n. Chr. Davon kommt ihr Name: „Fa-atswe“ bedeutet die weggegangene Hälfte.
Die Fante (oder Fanti) kamen im 15. Jahrhundert mit Europäern in Kontakt, als Portugiesen und Spanier die Küste Westafrikas entlang fuhren.
Mit den ihnen verwandten Aschanti lebten die Fante seit dem Aufstieg des Aschantireichs in ständigen Kämpfen, da die Fante im Verein mit den verbündeten Briten den Aschanti den Zugang zum Meer und damit zum Handel mit den Europäern einschränkten (siehe Konflikt um die Niederlassung Elmina). Zur Abwehr der Aschanti gründete sich Ende des 18. Jahrhunderts innerhalb der bis dahin häufig verfeindeten 24 Fantestaaten die 1. Fantiföderation. Zu Beginn des 19. Jahrhunderts eskalierten diese Konflikte und endeten in der kurzfristigen Unterwerfung der Fante. Im Verein mit den Briten konnten die Fante sich wieder befreien, tauschten dabei aber letztlich die Aschantivorherrschaft gegen die britische ein.
Um der Kolonialisierung durch die Briten zu entgehen, gründeten sie schließlich 1868 eine kurzlebige 2. Fantiföderation, die häufig als eine der ersten „Selbstregierungs-Bewegungen“ in Afrika angesehen wird.

## Kultur

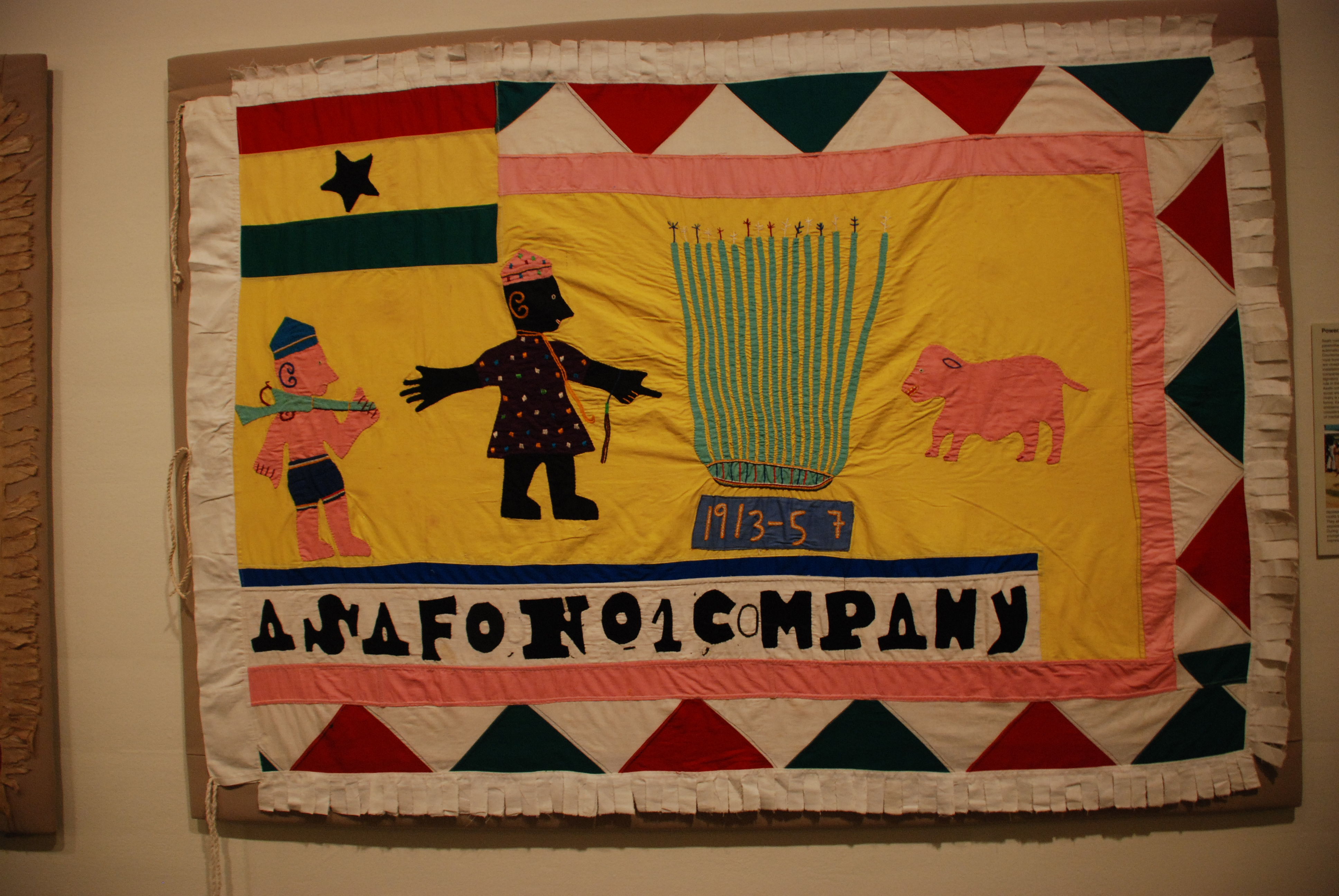
Asafo-Flagge, die lokale Kriegerorganisationen unter den Akan-Völkern (Fante) herausstellt

Die traditionellen Häuser der Fante sind infolge ihrer kriegerischen Vergangenheit den europäischen Forts und Burgen der Westküste nachempfundene Konstruktionen, die viele andere Stilelemente vereinigen und mit Schnitzereien und Figuren geschmückt sind. Meist sind dies Szenen aus den Kämpfen der Vergangenheit.
Die Fante sind wie die übrigen Akanvölker matrilinear organisiert, also definieren Familienzugehörigkeit und Erbrecht sich über die mütterliche Linie, die abusua. Berühmt sind die sogenannten asafo-Kompanien der Fante, eine Art Kriegerbünde mit noch heute weitreichender sozialer Bedeutung. Diese sind abweichend vom sonstigen Schema patrilinear organisiert. In europäischen Kunstkreisen sind die fantasievollen Fahnen der Asafo-Kompanien bekannt.

## Sprache
Fante, auch Fannti, Odschi oder Fante-Twi, wird vor allem in der "Central Region" von Ghana gesprochen. Es handelt sich um einen Dialekt, der zur Gruppe der Akan-Sprachen gehört. Fante genießt insbesondere als Sprache des Handels in Ghana ein hohes Sozialprestige, etliche Angehörige benachbarter Kleinsprachen wie z. B. Ahanta sprechen Fante als Zweitsprache. In einem schleichenden Prozess wechseln viele Sprecher dieser weniger bedeutenden und prestigeträchtigen Kleinsprachen zu Fante als Hauptsprache.

## Berühmte Fante
- Christina Ama Ata Aidoo (1942–2023), Schriftstellerin und Politikerin
- Kofi Annan (1938–2018), ehemaliger Generalsekretär der Vereinten Nationen (UN)
- Ayi Kwei Armah (* 1939), Schriftsteller
- Quobna Ottobah Cugoano (um 1757–1801?), Schriftsteller
- Joseph Ephraim Casely Hayford (1866–1930), Schriftsteller
- Willie B. Lamousé-Smith (* 1935), Soziologe
- John Atta Mills (1944–2012), Politiker, Präsident Ghanas (2009–2012)
- William Ansah Sessarakoo (bl. 1736–1749), Sohn eines Sklavenhändlers, der in die Sklaverei verschleppt wurde